# Murud Janjira
Murud Janjira es una ciudad y  municipio situada en el distrito de Raigad en el estado de Maharashtra (India). Su población es de 12216 habitantes (2011). Se encuentra a 76 km de Bombay y a 107 km de Pune.

## Demografía
Según el censo de 2011 la población de Murud Janjira era de 12216 habitantes, de los cuales 5992 eran hombres y 6224 eran mujeres. Karjat tiene una tasa media de alfabetización del 91,56%, superior a la media estatal del 82,34%: la alfabetización masculina es del 94,89%, y la alfabetización femenina del 88,38%.